# BB Thomaz
BB Thomaz (* 9. Juni 1994 in New York, als Béatrice Ingrid Thomas) ist eine deutsch-amerikanische Afro-Soul-Sängerin mit nigerianischen Wurzeln. Ihre Musik kombiniert akustischen Soul mit Afrobeat und einem Hauch von Pop. Darüber hinaus ist sie auch als Fitnesstrainerin aktiv.

## Leben und Karriere
Thomaz, die Sängerin, Songschreiberin und Produzentin ist, hat sich selbst das Klavierspielen und Gitarrespielen beigebracht und einen Master-Abschluss in Musikwissenschaft, Soziologie und Europäischer Ethnologie von der Universität München erworben. Geboren in New York, zog sie im Alter von 6 Jahren nach Deutschland.
Bereits mit 10 Jahren trat sie im Nürnberger Schauspielhaus auf sowie kurz darauf im Musical Dance. Als Support-Act für UB40, den Temptations, als Background-Sängerin für Sandra und als Tour-Sängerin von Technotronic (Pump up the Jam) feierte sie erste große Erfolge. Ihre Stimme lieh sie auch im Studio z. B. für Arielle III oder den Gesangstrailer für „Marienhof“.
Jahre körperlichen und seelischen Missbrauchs zwangen sie, im Alter von 16 Jahren von zu Hause auszuziehen und fortan auf sich allein gestellt zu sein. Nach einer Karriere als Model für Nike und Adidas entschied sie sich schnell, Vollzeitmusikerin zu werden.
Als sie nach New York zurückkehrte, begann Thomaz an ihrem Song Don't Go Missing zu arbeiten, der von dem Grammy-nominierten Songschreiber und Produzenten Kyle K2 Stewart II (bekannt für seine Arbeit mit Fifth Harmony, Tamar Braxton und Fantasia) produziert wurde und 2016 den deutschen Rock & Pop Preis erhielt.
Anschließend erreichte sie das Finale der siebten Staffel von The Voice of Germany, was ihr die Möglichkeit bot, mit nationalen und internationalen Künstlern wie Demi Lovato, Kelly Clarkson, Ed Sheeran und Yvonne Catterfeld zusammenzuarbeiten.
2019 nahm sie mit ihrem Song Demons am deutschen Vorentscheid für den Eurovision Song Contest teil. Im Jahr 2020 kehrte sie als Allstar noch einmal zu „The Voice of Germany“ zurück.
2022 veröffentlichte Thomaz ihr Debütalbum Golden State of Mind, das akustischen Soul mit Afrobeat und Popelementen vereint. Ihre Single Don't Care feat. DJ JSnake ist derzeit in den Top 10 Charts der Niederlande mit über 9 Millionen Streams. Sie tourt weltweit, tritt bei Afrobeats-Festivals wie „Afro Vibrations“ in Deutschland und „Afro Beats Festival“ in Berlin auf und fungiert als Vorgruppe für IYANYA.
BB Thomaz ist Mutter einer Tochter.

## Auszeichnungen
- 2009: Deutscher Rock & Pop Preis in der Kategorie „Beste Funk & Soul Sängerin“
- 2010: Deutscher Rock & Pop Preis in den Kategorien „Beste Funk & Soul Musik“ und „Bester neuer Rock & Pop Künstler des Jahres“
- 2016: Deutscher Rock & Pop Preis in den Kategorien „Bester Popsong“ und „Bester Alternative-Song“[7]
- 2017: Finalistin bei The Voice of Germany